# Ne búsulj!
Ne búsulj! (oroszul: Не горюй!; grúzul: არ იდარდო!) 1969-ben bemutatott szovjet filmvígjáték-dráma, amelyet Georgij Danyelija rendezett. A film  Claude Tillier francia író "Benzsamen nagybátyám" című regényén alapul.
A 19. század végi Grúziában  egy fiatal orvos, Benzsamen Glonti visszatér szülővárosába, ,miután befejezte orvosi tanulmányait Szentpéterváron. Komikus események sorozata bontakozik ki körülötte.

## Történet
A 19. század végén, az Orosz Birodalomban, azon belül is Grúziában játszódik a film története, .A főszereplő Benzsamen Glonti, egy gondtalan fiatal orvos, aki nemrég tért haza, miután Szentpéterváron tanult. Ahelyett, hogy visszafizetné adósságait vagy ellátná a betegeket, Benzsamen mulatozásba kezd a barátaival, miközben nővére, Szofiko támogatja nagy családjukat is. Szofiko elhatározza, hogy rendbe hozza fivére magánéletét, és megszervezi, hogy találkozzon Merivel, a gazdag helyi orvos  Cincsadze lányával, bár Merinek az arrogáns Iskneli hadnagy is udvarol. Benzsament azonban továbbra sem érdekli a házasság, inkább viszonyt szeretne Margoval, a fogadós feleségével. Amikor hitelezője, Abesszalom Salvovics börtönnel fenyegetve követeli a tartozások visszafizetését, Benjamin vonakodva beleegyezik Szofiko tervébe. Bonyodalmak merülnek fel, amikor Isnkeli megtiltja neki, hogy lássa Merit, ami Benzsamen dacát váltja ki.
A Vameh Vahvari herceggel való találkozás során Benzsament megalázzák, és ezért inkább visszavonul a hegyekbe. Amikor a herceg később fulladozik egy halcsonttól, egyetlen orvos sem meri kezelni, Benzsamen felajánlja a segítségét egy feltétellel: ha Vameh herceg ugyanúgy megalázza magát, mint ahogy ezt Benzsamennel tette. Bár ezen feldühödik a herceg mégis kénytelen engedelmeskedni. Az eset azonban nyilvánosságra kerül, pletykaként terjed, és Vameh kísérlete, hogy elhallgattassa Benzsament, kudarcot vall. Közben Abesszalom vádat emel, Benzsamen ellen, aki börtönbe kerül kifizetetlen tartozásai miatt. Szofiko és férje, Luka eladják otthonukat, hogy biztosítsák Benzsamen szabadon bocsátását, és családjukat egy erdei kunyhóba költöztetik. Küzdelmei ellenére Benzsament továbbra is vonzza Meri, de rájön, hogy terhes Iskneli gyermekével. A hadnagy, aki egy összetűzés miatt dühös, párbajra hívja Benzsament.
A párbaj közeledtével megérkeznek a hírek, hogy Meri és Iskneli szökést tervez. Terveik meghiúsulnak, amikor Iskneli megsérti Vameh herceget egy vasútállomáson, ami halálos párbajhoz vezet, ahol a herceg megöli Isknelit. A gyászoló, terhes Meri a koraszülés közben meghal. Benzsamen később örökbe fogadja az árván maradt fiút, és megbékél a múltjával. Visszatér nővére Szofiko családjához, megesküdve, hogy szerető otthont biztosít a gyermeknek. A megváltás utolsó aktusában Benzsamin elfogadja a beteg és haldokló Dr. Levan Cincsadze kívánságát, hogy egy utolsó lakomát rendezzen, és megörökli annak praxisát és otthonát. A történet úgy zárul, hogy az immár érettebb és felelősségteljesebb Benzsamen csendesebb életet folytat újdonsült családjával.

## Szereplők
- Szergo Zakariadze  (Doktor Levan Cincsadze)
- Vahtang Kikabidze  (Doktor Benzsamen Glonti)
- Szofiko Csiaureli (Szofiko,, Benzsamen nővére)
- Anasztaszija Vertyinszkaja (Meri Cincsadze, Levan lánya)
- Lia Gudadze  (Margo, a fogadós felesége)
- Veriko Andzsaparidze, (Kalandadze anyja)
- Szeszilia Takaisvili, (Domna néni)
- Ariadna Sengelaja (Vahvari hercegnő)
- Gogi Kavtaradze  (Luka, Szofiko férje, Benzsamen sógora)
- Ipolite Hvicsia (Szandro, orgonacsiszoló)
- Karlo Szakandelidze (Dodo, ügyvéd)
- Dodo Abasidze, (Vahvari herceg)
- Zurab Kapianidze, (a herceg szolgája)
- Ia Ninidze (Szofiko lánya)

## Zene
A filmben Kikabidze a Sen Har Venahi című középkori grúz himnuszt énekli..

## Díjak
| Díj                              | Kategória                          | Címzett/jelölt    | Eredmény |
| -------------------------------- | ---------------------------------- | ----------------- | -------- |
| 1970 Mar del Plata Filmfesztivál | Külön említés                      | Georgij Danyelija | Elnyerte |
| 1970 Mar del Plata Filmfesztivál | A legjobb film, nemzetközi verseny | Georgij Danyelija | Jelölve  |

## Fordítás
Ez a szócikk részben vagy egészben  a   Don't Grieve című angol Wikipédia-szócikk fordításán alapul.  Az eredeti cikk szerkesztőit annak laptörténete sorolja fel. Ez a jelzés csupán a megfogalmazás eredetét és a szerzői jogokat jelzi, nem szolgál a cikkben szereplő információk forrásmegjelöléseként.

## Külső hivatkozások
- Ne búsulj! az Internet Movie Database oldalon (angolul)